# 輝け!オールスター合唱コンクール
『輝け!オールスター合唱コンクール』（かがやけ!オールスターがっしょうコンクール）は、テレビ東京系列で2006年9月16日に放送された音楽番組。

## 概要
さまざまなジャンルの芸能人やアスリート・政治家など、総勢100名以上の出場者が7組に分かれて合唱に挑戦。収録は2006年8月22日にすみだトリフォニーホールで行われた。
各チームが順番に前半後半各1曲、計2曲を披露。その結果、「あの素晴しい愛をもう一度」と「見上げてごらん夜の星を」を歌った国会合唱団が優勝し、トロフィーと賞金100万円を獲得した。
なお、番組の正式タイトルは『第1回輝け!オールスター合唱コンクール』であったが、2回目以降の制作・放送はされていない。

## 出演者
司会
- みのもんた

アシスタント
- 森本智子（テレビ東京アナウンサー）

審査員
- 浅井敬壹（合唱指揮者）
- 服部克久（作曲家）
- 山本寛斎（ファッションデザイナー）
- キダ・タロー（作曲家）
- 中島啓江（オペラ歌手）
- 米良美一（声楽家）

## 出場チーム

### 俳優・女優合唱団
| 指揮 - 江守徹〈リーダー〉 ソプラノ - 河合美智子 - 藤田弓子 - 藤吉久美子 アルト - 音無美紀子 - 田中律子 - 松島トモ子 | テナー - 小林すすむ - 錦野旦 - 萩原流行 バス - 木之元亮 - 黒田アーサー - 谷隼人 - 野村将希 ピアノ - 小松美智子 指導 - 荒木誠 |

### アイドル合唱団
| 指揮 - 増田惠子〈リーダー〉 ソプラノ - 佐藤和沙 - 西村知美 - 浜口順子 - 堀越のり メゾソプラノ - 青田典子 - 夏川純 - 福下恵美 - 松居直美 | アルト - 伊藤かずえ - いとうまい子 - 熊田曜子 - 中島史恵 - 芳本美代子 ピアノ - 松崎桃子 指導 - 中西義忠 |

### 国会合唱団
| 指揮・指導 - 岡村喬生 ソプラノ - 古賀百合子 - 山東昭子 - 鳩山幸 - 平沢あや子 - 松下志保子 - 簗瀬佳子 アルト - 岡崎トミ子 - 郡和子 - 千葉景子 - 林万里子 - 牧野季子 - 森ゆうこ - 和田ひろ子 | テナー - 枝野幸男 - 鈴木寛 - 簗瀬進 - 吉田泉 バス - 江田五月 - 達増拓也 - 長浜博行 - 羽田雄一郎 - 羽田孜 - 林芳正 ピアノ - 半田規子 |

### 落語家合唱団
| 指揮・指導 - 大門康彦 テナー - 春風亭小朝〈リーダー〉 - 五明樓玉の輔 - 三遊亭王楽 - 林家きくお | バリトン - 三遊亭亜郎 - 春風亭昇太 - 林家いっ平 バス - 三笑亭夢之助 - 林家たい平 - 林家ひろ木 ピアノ - 柳家花緑 |

### スポーツ合唱団
| 指揮 - 角田信朗〈リーダー〉 ソプラノ・アルト - 新井由可 ソプラノ - 信田美帆 - 松野明美 アルト - 神尾米 - 神取忍 - 渡部絵美 | テナー - 池谷幸雄 - 岩本勉 - 水内猛 バス - ザ・グレート・サスケ - 竹原慎二 - 薬師寺保栄 ピアノ - 中山麻紀子 指導 - 河口三千代 |

### そっくり合唱団
| 指揮 - 山田邦子〈リーダー〉 ソプラノ - AKI - カナコ - マドカ アルト - ATSUKO - 中森★商売い - 美空ちばり | テナー - ゴジーラ久山 - つんつく - ふじきみつぐ - まっちゃま バス - あっち幾三 - 一木ひろし - セニョール玉置 - ビトタケシ - 松村邦洋 - 矢沢永作 ピアノ - 鈴木美苗 指導 - 神尾昇 |

### よしもと合唱団
| 指揮 - 西川きよし〈リーダー〉 ソプラノ - たくませいこ - 村上知子（森三中） アルト - 黒沢かずこ（森三中） - 近藤春菜（ハリセンボン） - 島田珠代 アルト・テナー - 椿鬼奴 | テナー - 井上マー - 品川祐（品川庄司） - 山崎邦正 バス - かつみ♥（かつみ♥さゆり） - 三瓶 - 庄司智春（品川庄司） ピアノ - ♥さゆり（かつみ♥さゆり） 指導 - 瀬戸典子 |